# 板倉勝高
板倉 勝高（いたくら かつたか、1926年11月13日 - 1994年1月10日）は、日本の経済地理学者。東北大学名誉教授。

## 来歴
東京生まれ。大名華族板倉氏の子孫。1952年東北大学経済学部卒、東京都立神代高等学校教諭。信州大学助教授。1967年「日本興業地域の形成」で東北大経済学博士。流通経済大学助教授、教授、1977年東北大理学部教授、1990年定年退官、信州短期大学教授。1994年1月10日、肝臓癌のため死去。
もっぱら地場産業を研究した。

## 著書
- 『日本工業地域の形成』大明堂 1966
- 『都市の工業と村落の工業』大明堂 1972
- 『地場産業の発達』大明堂 1981
- 『日本工業の地域システム』大明堂 1988

## 共編著
- 『東京の地場産業』井出策夫、竹内淳彦共著 大明堂 1970
- 『日本経済地理読本』井出策夫、竹内淳彦共著 東洋経済新報社 1972
- 『大都市零細工業の構造 地域的産業集団の理論』井出策夫、竹内淳彦共著 新評論 1973
- 『地場産業の町』編著 古今書院 1978
- 『地場産業の地域』北村嘉行共編著 大明堂 1980
- 『日本の町と村 地域特性のとらえ方』浮田典良共編著 古今書院 1980
- 『地場産業の町 3』編著 古今書院 1985